# Osina
Osina (Schönhagen fino al 1945) è un comune rurale polacco del distretto di Goleniów, nel voivodato della Pomerania Occidentale.
Ricopre una superficie di 101,92 km² e nel 2005 contava 2 855 abitanti.